# Coccidia
Coccidia (Coccidiasina) zijn een onderklasse van microscopische, sporenvormende, eencellige obligate intracellulaire parasieten die behoren tot de Conoidasida, een klasse binnen de stam Apicomplexa. Als obligaat intracellulaire parasieten moeten coccidia leven en reproduceren binnen een dierlijke cel. Coccidiosisparasieten infecteren de darmen van dieren en zijn de grootste groep van apicomplexa protozoa.
Een besmetting met deze parasiet staat bekend als coccidiose. Deze aandoening wordt voornamelijk aangetroffen bij honden, en dan met name puppy's vanwege hun nog onderontwikkelde immuunsysteem. De parasiet komt ook voor bij katten en kittens.